# Bauhinia longipedicellata
Bauhinia longipedicellata är en ärtväxtart som beskrevs av Adolpho Ducke. Bauhinia longipedicellata ingår i släktet Bauhinia och familjen ärtväxter. Inga underarter finns listade i Catalogue of Life.